# Murony
Murony is een plaats (község) en gemeente in het Hongaarse comitaat Békés. Murony telt 1478 inwoners (2001).